# Viciria chabanaudi
Viciria chabanaudi es una especie de araña saltarina del género Viciria, familia Salticidae. Fue descrita científicamente por Fage en 1923.
Habita en África Occidental.